# وارد إدواردز
وارد إدواردز (بالإنجليزية: Ward Edwards)‏ هو سياسي أمريكي، ولد في 28 فبراير 1930 في الولايات المتحدة. حزبياً، نشط في الحزب الديمقراطي. وقد انتخب عضو مجلس نواب جورجيا.